# Stradioti
Gli stradioti, stradiotti, o stratioti (in greco στρατιώτες?, stratiotes; in albanese stratiotët), erano mercenari provenienti dai Balcani, in genere albanesi, ma anche dalmati e greci, che formavano unità militari di cavalleria della Repubblica di Venezia, del Regno di Napoli e di altri Stati d'Europa dal XV secolo fino alla metà del XVIII secolo.

## Nome
Il termine greco stratiōtēs/-ai (στρατιώτης/-αι, da stratos, “armata”) era in uso nell'antichità classica con il significato di "soldato". Lo stesso termine fu usato continuamente nel periodo romano e bizantino, con la pronuncia stratiotis. Il termine italiano "stradioti" potrebbe quindi essere un prestito della parola greca stratiotai. In alternativa, potrebbe derivare dal termine italiano "strada", associato alla parola "viandante".
Gli stradioti albanesi di Venezia venivano chiamati anche "cappelletti" a causa dei piccoli cappelli rossi che indossavano.

## Origine e provenienza

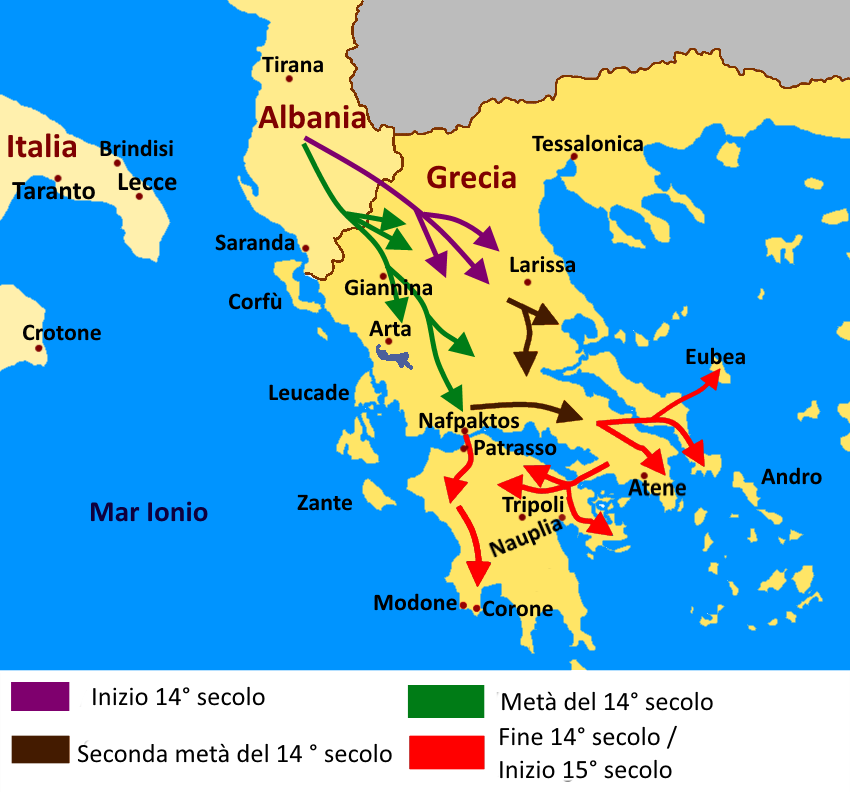
Emigrazione albanese in Grecia tra il XIV e il XVI secolo

Possedimenti veneziani nell'Egeo alla metà del XV secolo.

Incerta è l'identità etnica degli stradioti. Lo storico Paolo Giovio li chiamò spartiati, achei o semplicemente greci; il poeta Torquato Tasso vagabondi nati in Grecia; l'umanista e studioso Pietro Bembo greci ed epiroti; l'autore Luigi da Porto levantini albanesi con nomi greci; lo storico politico Francesco Guicciardini albanesi e coloro che provenivano dalle province circostanti della Grecia; il cronista e senatore veneziano Marin Sanudo riferisce che gli stradioti erano persone che in latino venivano chiamati epiroti, greci, albanesi o turchi.
Secondo uno studio dell'autore greco Kostas Mpires riguardo ai nomi degli stradioti si evince che circa l'80-90% erano di origine albanese, mentre il resto era di origine slava (croati) e greca. Questi ultimi riguardavano principalmente i capitani degli stradioti. Tra questi si trovano nomi come Alexopoulos, Clada, Comnenos, Klirakopoulos, Kondomitis, Laskaris, Maniatis, Paleologo Psaris, Psendakis, Rhalles (Ralli), Spandounios, Spyliotis, Zacharopoulos ecc. Altri, come Soimiris, Vlastimiris e Voicha sembra che siano stati di origine slava meridionale.
Gli autori moderni sono giunti alla conclusione che la maggior parte degli stradioti erano greci e albanesi che provenivano principalmente dalla Morea (Peloponneso), da dove molti di loro o i loro antenati erano emigrati dalle regioni più settentrionali e avevano trovato rifugio nel Despotato bizantino di Mistrà e a Lepanto, Argo, Corone, Modone, Napoli di Romania e Malvasi che, successivamente finirono sotto il dominio veneziano.

## Storia
Nel VII secolo compare per la prima volta il termine "stradioti" in relazione con la riforma di vasta portata degli affari militari bizantini quando la difesa delle province orientali e africane (Egitto, Siria e Africa) sotto l'assalto dei saraceni crollava in breve tempo e si è scoperto che l'organizzazione dell'esercito tardo romano che si basava principalmente su mercenari, non era all'altezza delle richieste.
Quando i crociati francesi-fiamminghi e veneziani, durante la quarta crociata (1204), si inoltrarono nei territori dell'Impero bizantino e saccheggiarono e conquistarono Costantinopoli, il termine "stradioti" divenne noto anche tra le nazioni occidentali ma, tuttavia, nel XII e XIII secolo il suo significato cambiò decisamente. Gli stradioti erano mercenari locali, che appartenevano a vari popoli residenti in "Romania" (Impero Romano, Impero romano d'Oriente ecc.). Quindi, nei paesi balcanici si trovavano stradioti greci, albanesi, valacchi. Questi mercenari di origine diversa prestavano servizio per lo più nella cavalleria leggera nei principati e nelle Signorie della zona del Mar Egeo e successivamente in diversi paesi dell'Europa. Come quei "profughi" che avevano perso nella guerra contro gli ottomani casa e famiglia, gli stradioti preferivano combattere contro gli ottomani stessi, ma erano comunque disponibili per chiunque li assoldasse. Il loro coraggio era proverbiale e la loro crudeltà era notoria.
Il consolidarsi del feudalesimo nell'alto medioevo (inizio/metà dell'XI secolo fino al 1250 circa) e le lotte tra i Signori feudali trasformarono l'Europa occidentale in un campo di lotte locali. L'organizzazione delle truppe era basata principalmente sull'addestramento dell'aristocrazia militare e sul legame dei signori con i loro soldati vassalli. L'ascesa degli Stati regionali e la graduale concentrazione del potere nelle mani delle grandi monarchie dinastiche hanno sostanzialmente modificato le procedure di guerra.
Niccolò Machiavelli sottolineava nel suo libro "Il Principe": "Debbe adunque uno principe non avere altro obietto né altro pensiero, né prendere cosa alcuna per sua arte, fuora della guerra […] e per avverso si vede che, quando e’ principi hanno pensato piú alle delicatezze che alle arme, hanno perso lo stato loro […]".
A conferma delle teorie di Machiavelli, i crescenti bisogni degli Stati sopra citati furono soddisfatti dall'evoluzione della tecnologia militare e dall'uso di nuove armi di distruzione (cannoni, artiglieria mobile e successivamente fucili e pistole). A questi si aggiungeva il reclutamento di mercenari, esperti nell'arte della guerra con nuove tattiche militari e la graduale formazione di eserciti permanenti.

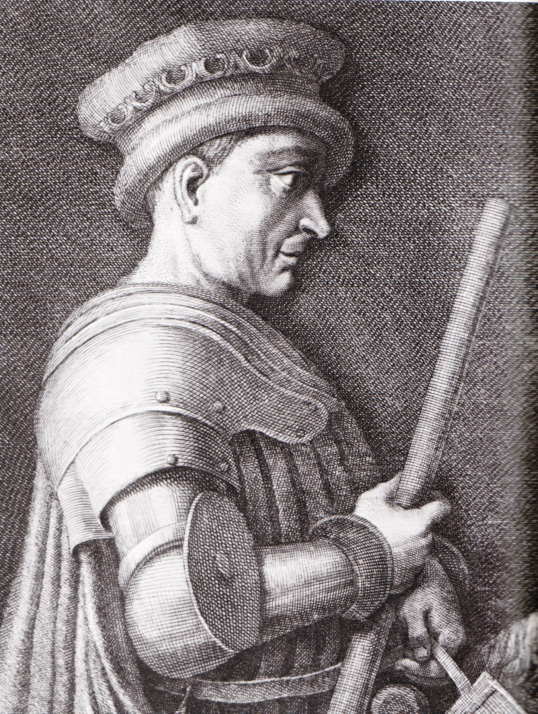
Incisione ritraente John Hawkwood

L'Italia vide l'emergere di un fiorente mercato bellico. Fino alla metà del XIV secolo, l'Italia era un "generoso" importatore di mercenari che reclutava principalmente dalla Germania ma anche da altri paesi europei, come esempio quelli della Confederazione svizzera. Nel 1360, il condottiero inglese John Hawkwood che aveva combattuto nella Guerra dei Cent'anni si mise al servizio della città di Pisa contro Firenze.
Con l'avvento degli Stati moderni organizzati che possedevano nuovi strumenti, le loro ambizioni non si limitavano solo al far valere la loro sovranità nei loro territori, ma cercavano anche di estendere la loro egemonia su tutta l'Europa. Questo ha fatti si che dal tardo Medioevo (circa 1250 fino a circa 1500) divenne necessario formare eserciti meglio istruiti e organizzati. Nella seconda metà del XIV° secolo,  in Italia si affermarono i condottieri, i cosiddetti "Capitani di ventura"  (comandanti di compagnie mercenarie private) che, in breve tempo, divennero i protagonisti indiscussi della guerra nella penisola italiana.
Coloro che potevano permettersi i costosi mercenari dell'Europa occidentale, reclutavano italiani, tedeschi, svizzeri ecc. Per quel che riguarda gli svizzeri, a causa di una solidarietà di condotta all'interno della Confederazione Elvetica, non era sempre facile reclutarli perché non prendevano mai le armi quando un contingente di compatrioti erano già nelle file dei nemici. Altrimenti, si accontentavano di "surrogati", come gli stradioti che si erano dimostrati altrettanto capaci nel corso dei decenni, a causa delle loro tattiche speciali di guerra (come descritto nel capitolo tattiche).
Questi stradioti erano considerati "per lo più" fedeli al Signore che li pagava. Marino Sanudo ha sottolineato nella sua opera La Spedizione di Carlo VIII in Italia, la loro fedeltà alla Repubblica di Venezia: "[...] Bernardo Contarini montava armato il suo cavallo con tutti gli stradioti [...] e faceva giurare a tutti di voler morire in onore della Signoria [... ] e urlando: Marco! Marco! [significa la Repubblica di Venezia] San Giorgio! San Giorgio! [intendendo il santo patrono degli Stradioti] se ne andarono via [...]"
Altro fattore che distingueva gli stradioti da altri mercenari era la loro condizione di profughi; infatti, erano accompagnati dalle loro famiglie e dai loro chierici nei luoghi di lavoro e si stabilivano presso o vicino al loro luogo di servizio.
Se si comportavano "bene" venivano concessi loro privilegi, onori e terre. Il conferimento di titoli ereditari (per lo più quello di cavaliere) e una pensione per tutta la vita era disponibile per coloro che si distinguevano. Ciò è dimostrato sia dai titoli che accumulavano i loro comandanti e le poesie in greco e italiano che descrivevano i loro atti eroici. Da citare qui sono le "Lance spezzate", uomini armati che, per vari motivi (diserzione, morte) erano rimasti senza un capitano e venivano reclutati direttamente dallo Stato e organizzati in compagnie sotto la guida di un capitano nominato da loro stessi. Le "Lance spezzate", per la loro virtù e fedeltà, ricevevano il privilegio di portare le armi in tutto il regno e persino nelle case del principe.
Tuttavia sembra che gli stradioti apprezzassero di più premi e privilegi che il pagamento, perché cercavano nel governo veneziano il consenso per organizzare delle parate e dimostrare la loro abilità con le armi ed il governo concedeva tale consenso anche volentieri. Pietro Bembo descrive gli stradioti nella sua Istoria Viniziana come segue: "[…] e in questi giorni [freddissimi] nel Canal Grande della città [di Venezia nel 1491] […] dove aveva nevicato sulle acque congelate, alcuni stradioti, per divertirsi, cavalcavano con le lance l'uno contro l'altro […]"
Quello che impressionava i popoli dei paesi dell'Europa occidentale erano i balli e le canzoni degli stradioti che avevano il ritmo della danza tsamiko che gli antenati degli stradioti avevano portato dall'Epiro nella penisola meridionale greca e le canzoni malinconiche e monotone che avevano imparato in Morea.
Compagnie di cavalleria leggera di stradioti si incontravano al servizio di una serie di Stati europei come nel Ducato di Milano, nella Repubblica di Genova, nel Ducato di Firenze, nel Regno di Napoli, in Gran Bretagna, Francia e Spagna, nei Paesi Bassi spagnoli, nel Sacro Romano Impero e nel Regno russo. Nel XVI secolo erano presenti a Cipro, Venezia, Mantova, Roma, Napoli, Sicilia e anche a Madrid dove, probabilmente, presentavano sia le loro proposte che le loro lamentele, ma anche le richieste di botti di polvere da sparo e altro ancora, sempre imperiosamente arroganti e sempre pronti al combattimento.

## Reclutamento
Gli stradioti venivano reclutati in Albania, Grecia, e in seguito anche nell'isola di Cipro. I loro nomi erano per la maggior parte albanesi, altri erano di origine greca, 
Fra i loro comandanti vi erano anche membri di alcune antiche e nobili famiglie bizantine quali i Paleologi e i Comneni.

## Equipaggiamento
Usavano delle lance chiamate assegai, così come delle spade, mazze, arco, balestre e daghe. La loro uniforme tradizionale era un insieme di indumenti, bizantini ed europei: l'armatura era inizialmente un semplice usbergo, ma divenne più pesante con il passare del tempo. Gli stradioti erano mercenari e ricevevano la paga solo finché il loro servizio militare era necessario. Dal XVIII secolo gli Stradioti non vennero più ampiamente impiegati.

## Tattiche
Furono dei pionieri delle tattiche di cavalleria leggera durante la loro era. All'inizio del XVI secolo la cavalleria pesante negli eserciti europei fu rimodellata principalmente basandosi sugli stradioti albanesi dell'esercito veneziano, gli ussari ungheresi e le unità di mercenari a cavallo tedeschi (Schwarzreiter).
Impiegavano delle tattiche mordi e fuggi, imboscate, finte ritirate e altre complesse manovre. In certi aspetti, queste tattiche ricordavano quelle degli Spahi e degli Akinci ottomani. Gli stradioti erano famosi per essere chiassosi, attaccabrighe e talvolta sleali, ma la loro abilità aveva più importanza di ogni offesa alla sensibilità degli europei. Ebbero alcuni notevoli successi contro la cavalleria pesante francese durante le Guerre italiane del Rinascimento.

## Stradioti nell'Impero Bizantino

I cambiamenti territoriali dell'Impero bizantino

Quando, nella metà del VII secolo nell'Asia Minore vennero creati nuovi distretti amministrativi, i cosiddetti themata, i loro comandanti ricevettero tutti i poteri militari e civili per il rispettivo territorio ed erano direttamente responsabili verso l'imperatore. Nei themata venivano arruolati dei Stratiota, che, secondo la loro organizzazione, vivevano dal ricavato delle proprie terre e prestavano servizio militare in cambio di esenzioni fiscali. Per la maggior parte servivano come fanti, ma alcuni di loro anche nella cavalleria leggera
Dal VIII al X secolo l'esercito bizantino, basato su questi soldati, ebbe molto successo. Numerosi attacchi da parte degli arabi alla restante area centrale dell'impero (Asia Minore) potevano essere respinti. Dalla seconda metà del X secolo l'Impero bizantino passò decisamente all'offensiva; vaste aree nei Balcani e nell'Oriente furono riconquistate.
Al tempo di Michele VII (1067-1078), la maggior parte dell'esercito era costituita da mercenari stranieri. Tra questi c'erano variaghi, rus', franchi, turkmeni, peceneghi, cumani e oghuz. Oltre ai mercenari, c'erano anche stranieri che non servivano come volontari nell'esercito bizantino ma erano deportati, prigionieri di guerra e schiavi.
Dopo la disastrosa sconfitta di Manzicerta il 26 agosto 1071 e la conseguente perdita quasi totale dell'Asia Minore, il sistema dei themata non poteva più essere tenuto e venne sostituito dal sistema della pronoia che durò fino al 1453 (anno in cui cadde l'impero bizantino). Il sistema consisteva nella concessione di terra in cambio del servizio militare. Il titolare di una pronoia, Stratiota riscuoteva le tasse dai cittadini che vivevano entro i confini del territorio assegnato e ne tratteneva una parte come compenso.
In questo periodo l'esercito era composto da reparti mercenari, tra i quali, nella parte centrale dell'armata, gli skythikon, di origine cumana, i tagmata e soprattutto dai pronioiardi stratioti

## Stradioti nei paesi europei

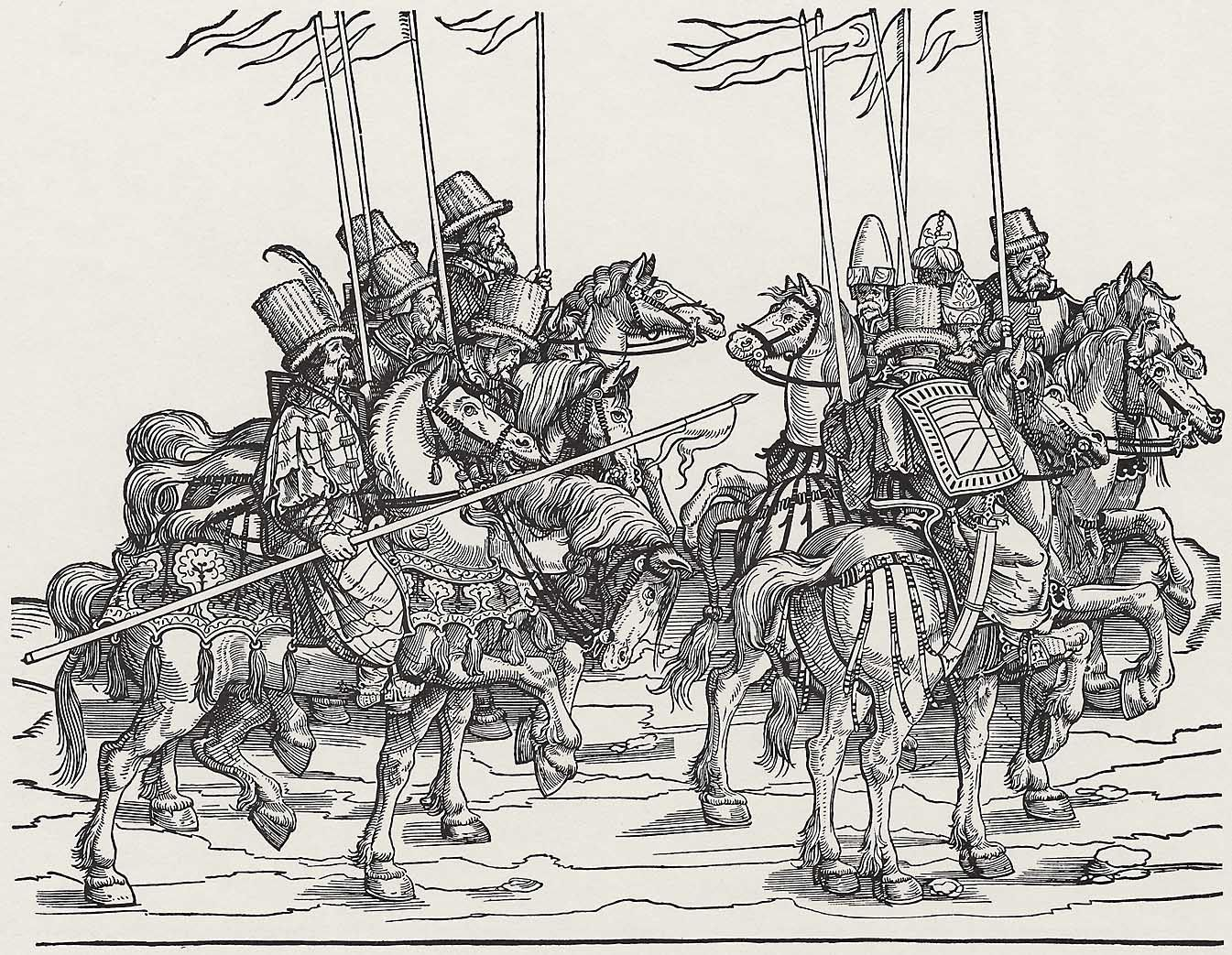
Urs Graf (1530): stradioti

Tra i secoli XIV e XV, con l'avanzare degli ottomani verso nord-ovest, nel Mediterraneo, tra i principati albanesi, la Repubblica di Venezia, i Signori italiani e i re di Napoli e Sicilia venne creata un'alleanza alla quale, in varie occasioni, si univano la Spagna, la Francia, il Papato, i paesi dell'Europa orientale e il Mediterraneo africano. Questa alleanza proseguì nelle guerre d'Italia del XVI secolo. In questa condizione politica e sociale si aveva bisogno di eserciti mercenari particolarmente abili e gli stradioti, con i loro capitani albanesi di "buona famiglia", formavano una potente cavalleria altamente qualificata.
Durante i quattro secoli di dominio ottomano nei Balcani, molti stradioti cristiani trovavano protezione tra le potenze cristiane limitrofe e servivano nelle loro forze armate. Truppe greche e albanesi servivano la Repubblica di Venezia, i governanti spagnoli in Italia (aragonesi, asburgici, Borboni) e nei Balcani.
Durante le guerre turco-veneziane del XV secolo, un gran numero di stradioti che erano stati al servizio degli ultimi stati cristiani nei Balcani, trovarono impiego nei possedimenti veneziani in Grecia e, dopo il 1534, in Dalmazia. Venezia promosse con privilegi anche l'insediamento di famiglie stradiote nelle sue proprietà. Nel 1485 Venezia offrì a una compagnia di stradioti delle terre incolte sull'isola di Zante.
Gli stradioti albanesi divennero una parte standard delle forze armate quasi ovunque in Italia e anche in altri nazioni. Durante la battaglia di Avetrana il 19 aprile 1528 combatterono stradioti albanesi reclutati dal Regno di Napoli contro gli stradioti greco-albanesi della Repubblica di Venezia.
Quando la professione degli stradioti divenne ereditaria e le loro capacità militari divenivano sempre più scadenti, verso la fine del XVI secolo il numero delle compagnie di stradioti operanti in Italia e negli altri eserciti occidentali si ridusse. In molti eserciti europei gli stradioti furono rimpiazzati dalla formazione di una cavalleria leggera che seguiva la tradizione degli stradioti stessi. Questa inversione di tendenza fu determinata anche dalla rivoluzione scientifico-militare che ristrutturò e ridisegnò gli eserciti europei nella seconda metà del XVI secolo, rendendo obsolete le tattiche degli stradioti greco-albanesi. Le nuove unità, che consistevano di gruppi etnici locali o di diverse etnie, aggiunsero alla loro armatura anche le armi da fuoco, così che la menzione di stradioti, albanesi, greci, ecc. divenne sempre più rara.
Durante la Guerra dei Trent'anni, la Repubblica di Venezia reclutò fanti di origine albanese in grecia meno noti, le cosiddette compagnie o milizie greche.
Nuove organizzazioni militari emersero nei secoli XVII e XVIII estendendo la tradizione delle legioni balcaniche a Venezia e a Napoli. I due più grandi reggimenti stranieri, costituiti da truppe balcaniche, erano il veneziano Reggimento Cimarrioto e il Reggimento Real Macedone (fanteria leggera dei Balcani) di Napoli. Mentre il Reggimento Cimarrioto venne organizzato dai veneziani durante la quinta (1645-1669) e la sesta guerra ottomano-veneziana (1684-1699), il Reggimento Real Macedone venne formato poco dopo la fondazione del regno indipendente di Napoli (1734) sotto il re spagnolo Carlo VII.

### Repubblica di Venezia

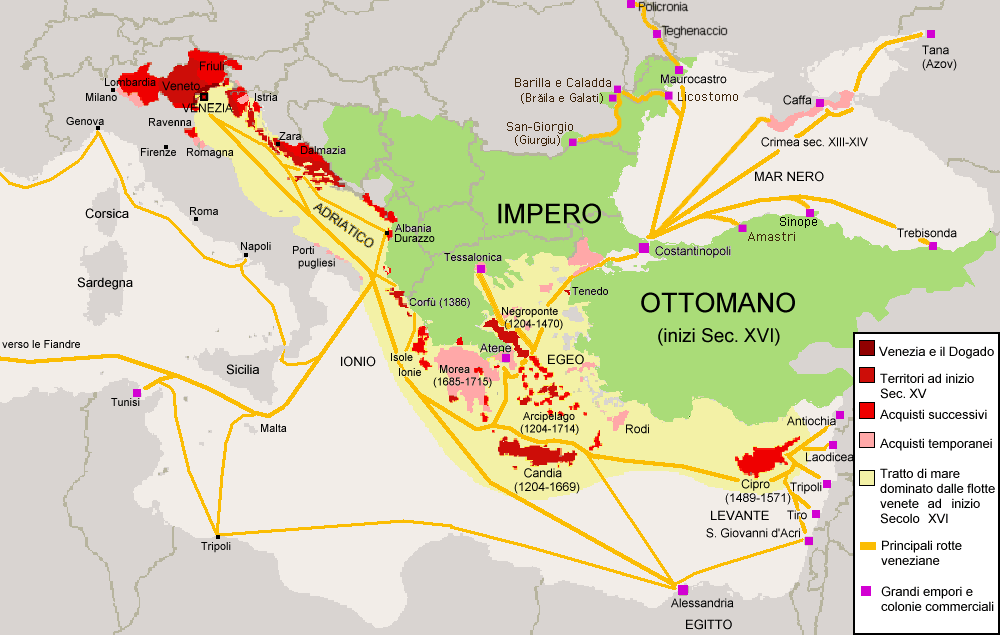
Domini veneziani intorno al 1500 con le principali rotte

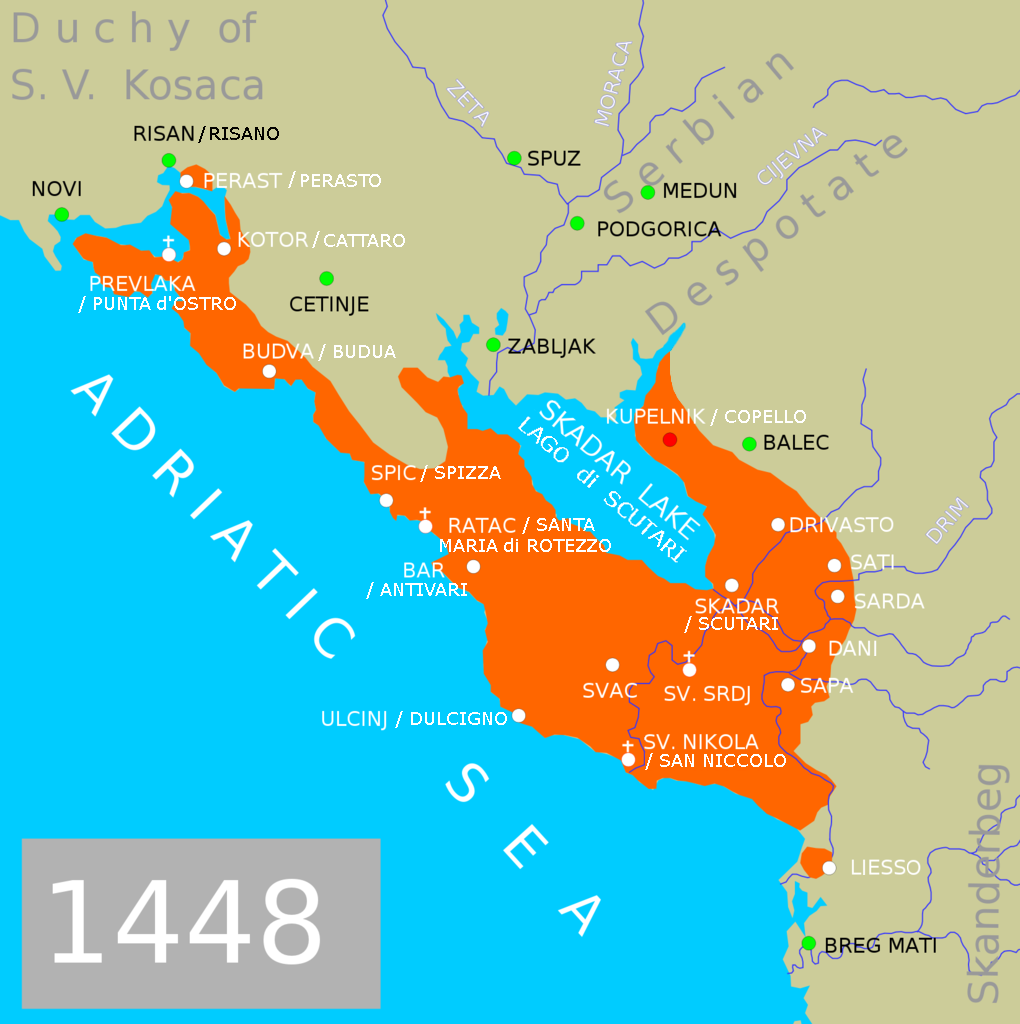
L'Albania veneta al momento della sua maggiore espansione nel 1448

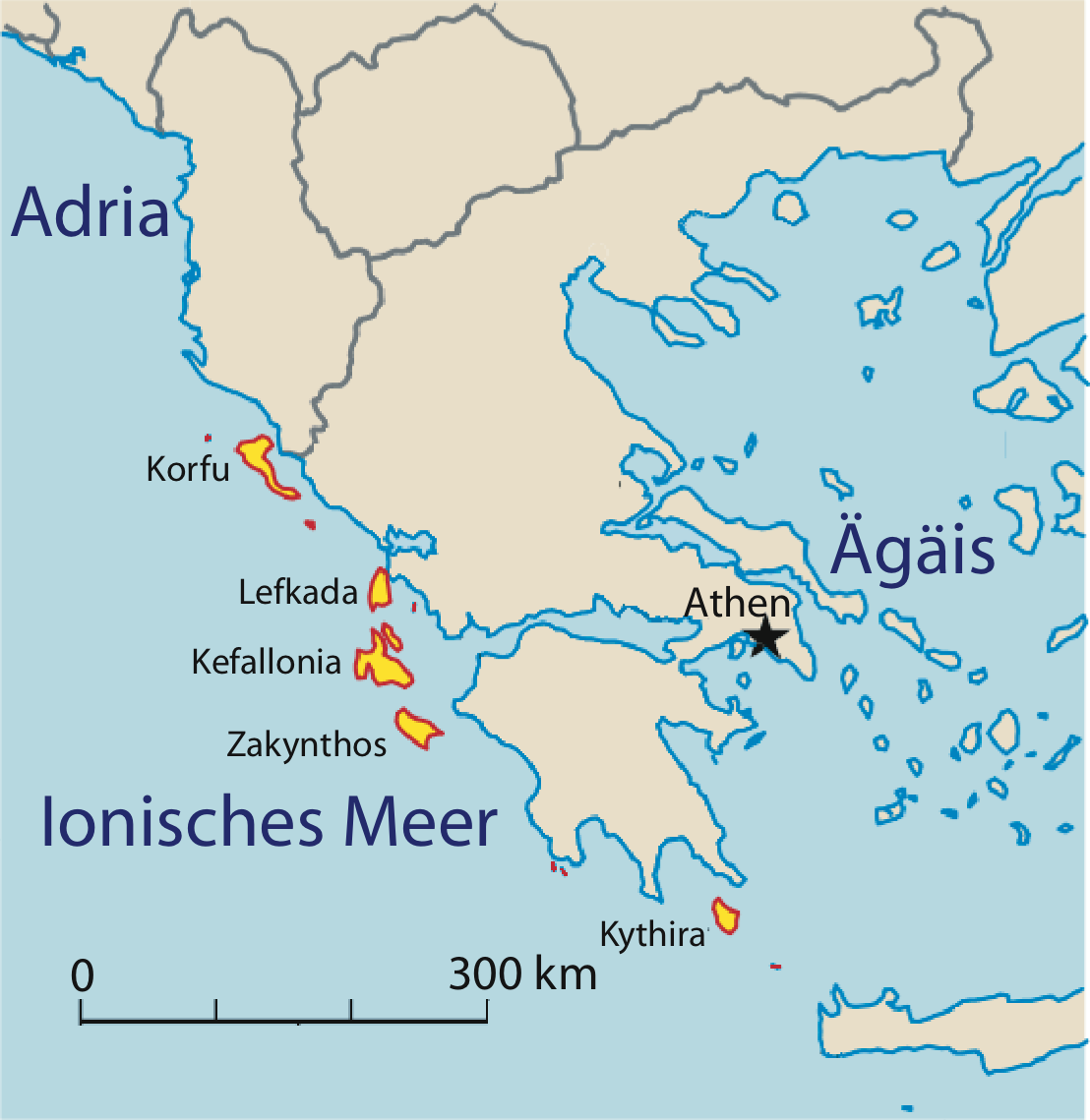
Posizione dell'arcipelago "Isole Ionie"

Nel corso del XV secolo, gli stratioti prestarono servizio negli eserciti di Venezia, Milano, Genova, Francia, Inghilterra e del Sacro Romano Impero.
L'organizzazione dell'esercito veneziano era basata principalmente sui singoli capitani degli stratioti. Nel corso del tempo, la natura della relazione contrattuale cambiò. La durata dei contratti si allungò e includeva sia il servizio militare che la loro disponibilità durante il periodo di pace. La maggior parte dei comandanti si adattò al servizio permanente e il rinnovo dei contratti divenne una formalità.
Nella seconda metà del XV secolo, il pagamento fu standardizzato a circa sette o otto ducati per lancia (unità militare) e il pagamento veniva effettuato dieci volte l'anno, in modo che l'importo della retribuzione fosse pari a 70 o 80 ducati all'anno. La fanteria riceveva da due ducati a due e mezzo a testa al mese e gli stratioti 4 ducati e due sacchi di mais al mese. Successivamente al 1490, il salario standard a lancia fu aumentato a 100 ducati all'anno. Va ricordato che una lancia passò da quattro a cinque uomini.
Durante le campagne di guerra, gli stratioti dormivano all'aperto o erano alloggiati dalla popolazione civile; il che portò degli attriti così che ogni sera una truppa speciale era impegnata a trovare nuove sistemazioni. In tempo di pace, l'esercito veniva ospitato negli alloggi permanenti nelle zone di Brescia, Verona, Vicenza e Trevignano e nelle zone di frontiera di Ravenna, Crema, Bergamo e Gradisca d'Isonzo. Non c'erano caserme per le truppe, così gli stratioti affittavano delle case all'interno delle strutture fortificate dove si sistemavano con le loro famiglie. Gli stratioti apprezzavano il diritto loro concesso di esercitare la loro religione, cioè il rito bizantino, o ortodosso o uniato e furono determinanti nella fondazione delle chiese di rito greco-bizantino a Venezia, Napoli e nelle città della Dalmazia.
Kostas Mpires stima che il numero di stradioti albanesi e greci che si stabilirono nei territori veneziani e in Italia fosse di 4500 uomini che, insieme alle loro famiglie, contavano circa 15500 uomini. Se si considerano quelli che si stabilirono nell'Italia meridionale e in Sicilia, i numeri raggiunsero circa 25000 persone.
Quando i “clienti” degli stradioti iniziarono a formare le unità di cavalleria leggera locali, come gli ussari e i dragoni, le opportunità di lavoro degli stratioti si limitarono ai possedimenti veneziani nel Peloponneso (Corone, Modone, Nauplia e Malvasi), nelle isole Ionie (Cefalonia, Corfù, Citera, Zante) e nel Mediterraneo orientale (Creta e Cipro).

#### La prima guerra ottomano-veneziana (1463-79)
Coriolano Cippico, che era coinvolto nella prima guerra ottomano-veneziana dal 1463 al 1479 a fianco del capitano generale Pietro Mocenigo, ha riferito riguardo agli stratioti che erano uomini generosi e pronti per qualsiasi grande impresa. Con le loro incursioni nella parte della Morea appartenente agli Ottomani, avevano devastato così tanto che quasi si spopolò.

#### La Guerra di Ferrara (1482-1484)
Nella guerra di Ferrara (1482-1484), gli stradioti, guerrieri coraggiosi pronti per ogni pericolo, furono introdotti dai Veneziani per la prima volta sulla Terraferma veneziana negli anni 80 del XIV secolo. Secondo Marino Sanudo, il 22 aprile [1482] il primo arsile (nave senza palo e sartiame) con 107 stradioti provenienti da Corone sotto il commando di Alegreto di Budua toccò il Lido di Venezia. Quando gli stradioti scesero dalla nave, sfilarono nel loro solito modo. La folla presente si meravigliò della velocità dei cavalli e dell'abilità dei cavalieri. Il 12 marzo [1484] arrivò al porto di Venezia un altro arsile con 98 stradioti di Nauplia con i loro cavalli, e il 22 marzo un ulteriore arsile con 112 stradioti di Modone con i loro cavalli. Ogni giorno arrivava un arsile. Alla fine si contavano otto arsili con 1000 stradioti con i loro cavalli.
"Gli stradioti mandarono una petizione alla Signoria di Venezia", perché non volevano una provvigione, come era di norma tra i soldati, ma richiedevano, conformemente alla loro consuetudine, due ducati per ogni "testa" viva e un ducato per quelle morte. Inoltre, secondo le loro usanze, richiedevano un comandante nobile locale e non straniero (albanese o greco), come si usava di solito. Almeno fino al 1519, il pagamento degli stradioti era inferiore a quello dei mercenari occidentali (italiani, svizzeri, tedeschi o altri).

#### La battaglia di Fornovo (1495)

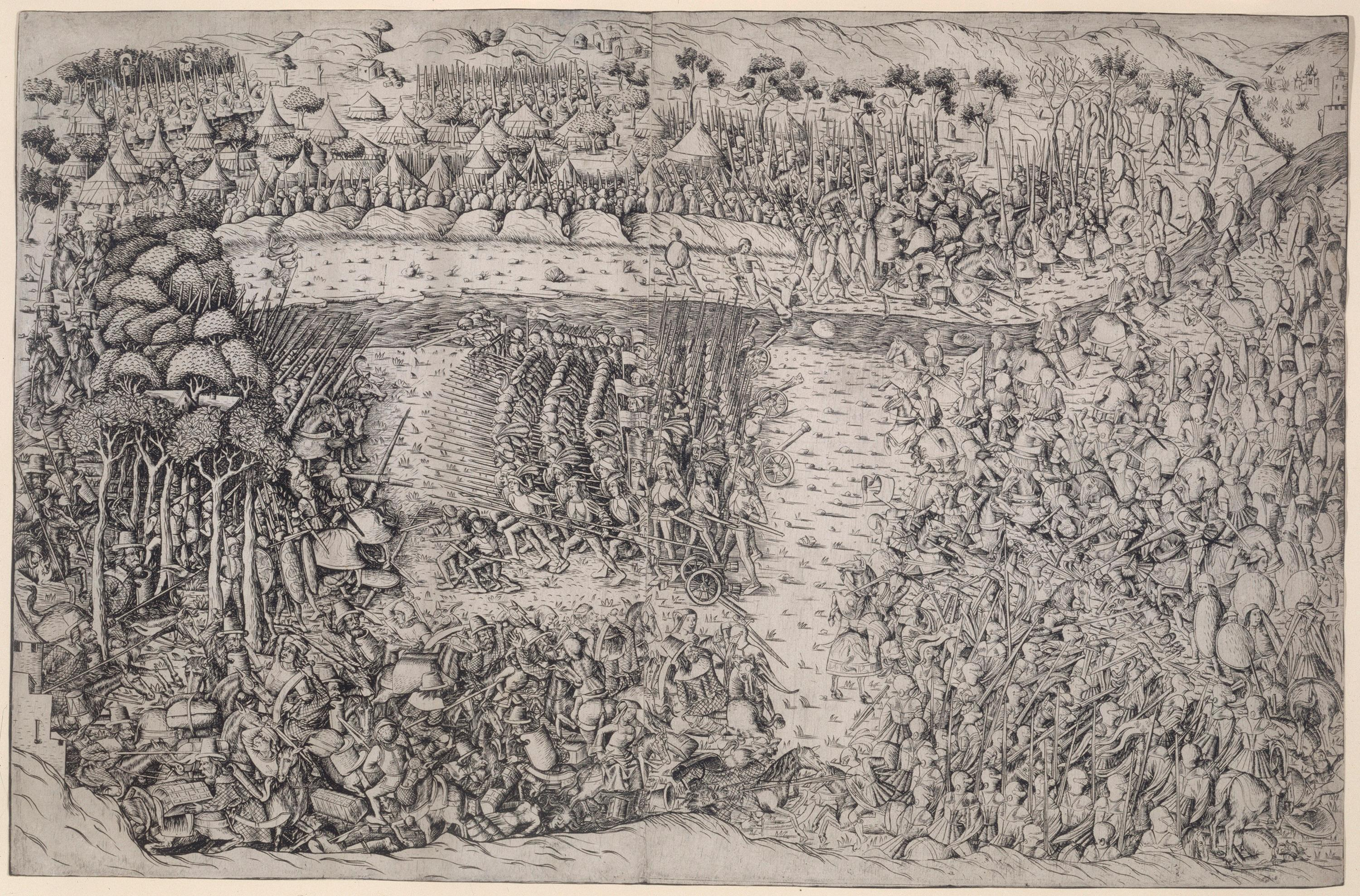
Stradioti nella battaglia di Fornovo

Nella battaglia di Fornovo (1495), gli stradioti dimenticarono il loro dovere e saccheggiarono 35 cavalli da soma della salmerie francese, un bottino di guerra con un valore stimato di almeno 100000 ducati, che cadde nelle mani dei veneziani. Il bottino conteneva la spada e l'elmo del re di Francia, Carlo VIII, due stendardi reali, diversi padiglioni reali (tende), il libro di preghiere del re, reliquie, arredi preziosi e oggetti della Cappella Reale. Alessandro Benedetti, un medico veneziano al servizio nell'esercito della Lega Santa, riferì di aver visto un album di ritratti di amanti ai quali Carlo VIII aveva mostrato il suo affetto nelle diverse città italiane.
Dopo che gli stradioti indisciplinati erano rimasti soddisfatti con il saccheggio, preferirono non partecipare alla battaglia ormai piuttosto cruenta. Dal momento che i restanti veneziani non potevano caricare e quindi raggiungere una conclusione della battaglia, le restanti truppe di Carlo VIII riuscirono a ritirarsi attraversando le Alpi. I veneziani e i loro alleati, momentaneamente, si erano liberati dei francesi e il bottino ricco servì alla Signoria veneziana come motivazione per una pretesa vittoria dopo la quale il loro comandante militare, Gianfrancesco Gonzaga, promise un ingresso trionfale e una magnifica ricompensa.
Tuttavia, nelle seguenti campagne, gli stradioti, con le loro tattiche di attacchi improvvisi, ritiri apparenti e contropiedi convinsero i veneziani a continuare a mantenerli tra le loro forze militari. Le forze nemiche divennero più vulnerabili agli stradioti, così che dovettero usare la loro fanteria armata di archibugio o l'artiglieria per difendersi da loro.

#### Le guerre ottomano-veneziane (XVI-XVIII secolo)

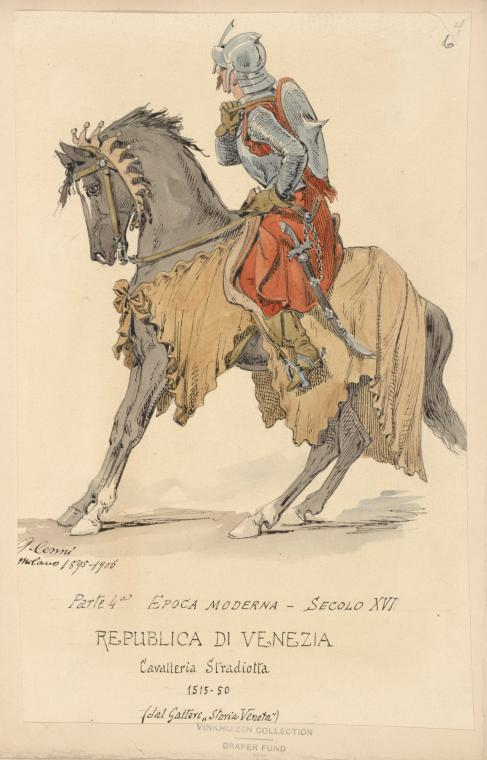
Vinkhuijzen collection: Republica di Venezia, Cavalleria Stradiotta 1515–50

Ancora nelle guerre ottomano-veneziane del XVI e XVII secolo, gli stradioti erano una parte essenziale delle forze di terra che la Repubblica di Venezia ha portato in campo. Quando la Repubblica di Venezia nella terza guerra ottomano-veneziana (1537-40) perse la Morea agli Ottomani, per Venezia è stato estremamente difficile trovare stradioti greco-albanesi. Di conseguenza, i "Cappelletti" e le "forze d'oltremare" formate da dalmati, schiavoni e Çamët, acquisirono più rilevanza all'interno dell'organizzazione militare veneziana. I più importanti territori di impiego di questi cappelletti erano il confine veneto-ottomano in Istria, in Friuli, la costa dalmata (Castelnuovo di Cattaro, Sebenico, Spalato, Traù, Cattaro e Zara e le isole del Mar Egeo. Queste ultime si trovavano in una zona in cui i rapidi contrattacchi (soprattutto dagli Ottomani) erano possibili e decisivi.

#### Le isole Ionie
Sulle isole Ionie, gli stradioti continuarono il loro servizio fino al XVIII secolo. Questi erano discendenti di profughi dei possedimenti veneziani persi sulla terraferma, che si erano stabiliti sulle isole nel XV e XVI secolo. Ricevettero terre e privilegi, servirono da cavalieri e parteciparono alle guerre ottomano-veneziane durante il XVII secolo. Alla fine, queste unità divennero un rango ereditario. Infine alcuni stradioti o i loro discendenti divennero membri della nobiltà ionica, mentre altri si occuparono di agricoltura e altre attività.
Alla fine del XVII e l'inizio del XVIII secolo, le autorità veneziane si videro costrette a riorganizzare le compagnie degli stradioti. A Zante per esempio, ridussero il loro numero e i privilegi a causa delle assenze e dell'indisciplina. La compagnia degli stradioti di Corfù esistettero fino alla fine del dominio veneziano con l'occupazione francese nel 1797.

### Regno di Napoli
Il Regno di Napoli, sotto gli Aragonesi spagnoli (1442-1501, 1504-1555), gli Asburgo (1516-1700, 1713-1735) e Borboni (1735-1806), era un ulteriore centro di attività militare e di immigrazione dei popoli balcanici.
Mentre la Repubblica di Venezia entrò anche in relazioni commerciali con gli Ottomani, i rappresentanti della Spagna nell'Italia meridionale mostrarono sempre un atteggiamento ostile nei confronti degli Ottomani. Non si allearono mai con loro (fino alla metà del XVIII secolo) e non furono in grado di creare interessi commerciali di alcun tipo nel Mediterraneo orientale e in altri territori dei Sultani.
Nonostante l'opposizione di Venezia, gli spagnoli non nascondevano le loro aspirazioni ad estendere la loro influenza politica sulla vicina penisola balcanica. In riferimento a questa intenzione, e data la politica generale di Madrid, i Viceré di Napoli e di Sicilia dovevano essere sempre pronti a mantenere forti le forze armate; da un lato per evitare possibili rivolte dei baroni locali e dall'altra parte, fermare la continua minaccia musulmana dai Balcani. A causa dei pirati barbereschi dell'Africa settentrionale che per secoli avevano minacciato le coste dei due regni, la Sardegna e la penisola iberica orientale, dovevano essere mantenute forti unità navali. Dall'altra parte doveva essere respinta una possibile invasione ottomana che fin dai tempi di Maometto II (1444-1446, 1451-1481), il Conquistatore, si trovava come la spada di Damocle sopra la Calabria e le coste adiacenti. I Greci e gli albanesi che a quel tempo si trovavano già nel Regno di Napoli (e fino a un certo punto, anche quelli della Sicilia), trovarono l'opportunità di impiegarsi nella marina siciliana o nella cavalleria napoletana (stradioti) e quindi soddisfacevano una duplice esigenza; di essere ben pagati dai loro superiori spagnoli e di dare libero sfogo al loro odio verso gli ottomani.

#### Rivolta locale

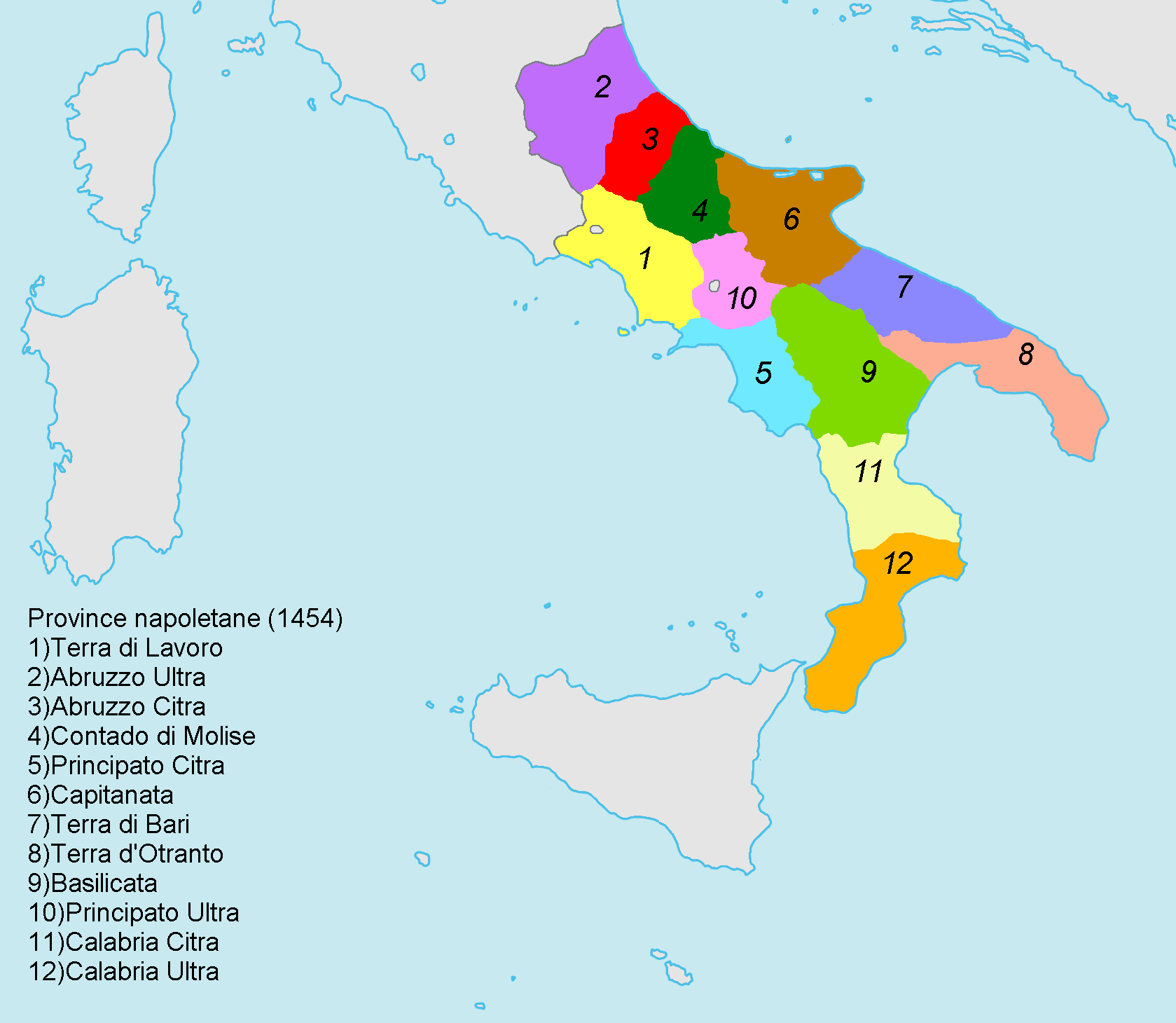
Province napoletane intorno al 1454

Sotto il re Ferdinando I (1458-1494) della Casa spagnola di Aragona, la rivolta dei baroni locali (1459-1462) ha portato tra il 1460 e il 1462 all'uso di stradioti albanesi in Puglia (Terra di Bari e Terra d'Otranto) in cui il principe albanese e comandante militare Georgio Castriota, chiamato Scanderbeg, era coinvolto con le sue truppe. Dopo la battaglia, una guarnigione di stratioti fu lasciata a difendere il territorio dai possibili attacchi dei ribelli.
Il re spagnolo Ferdinando II (1495-1496) utilizzò la cavalleria d'elite degli stradioti come guardia privata e per la difesa della città Napoli contro gli stradioti albanesi arruolati dai francesi che combattevano nel Regno di Napoli.
Sotto il re spagnolo Ferdinando III D'Aragona (1504-1516) il grande capitano Gonzalo Fernández de Córdoba venne inviato nell'Italia meridionale per sostenere il regno di Napoli contro l'invasione francese. In Calabria, Gonzalo aveva a sua disposizione 200 stradioti greci, cavalieri molto selezionati e 500 contadini italiani.

#### La politica anti-ottomana dei viceré

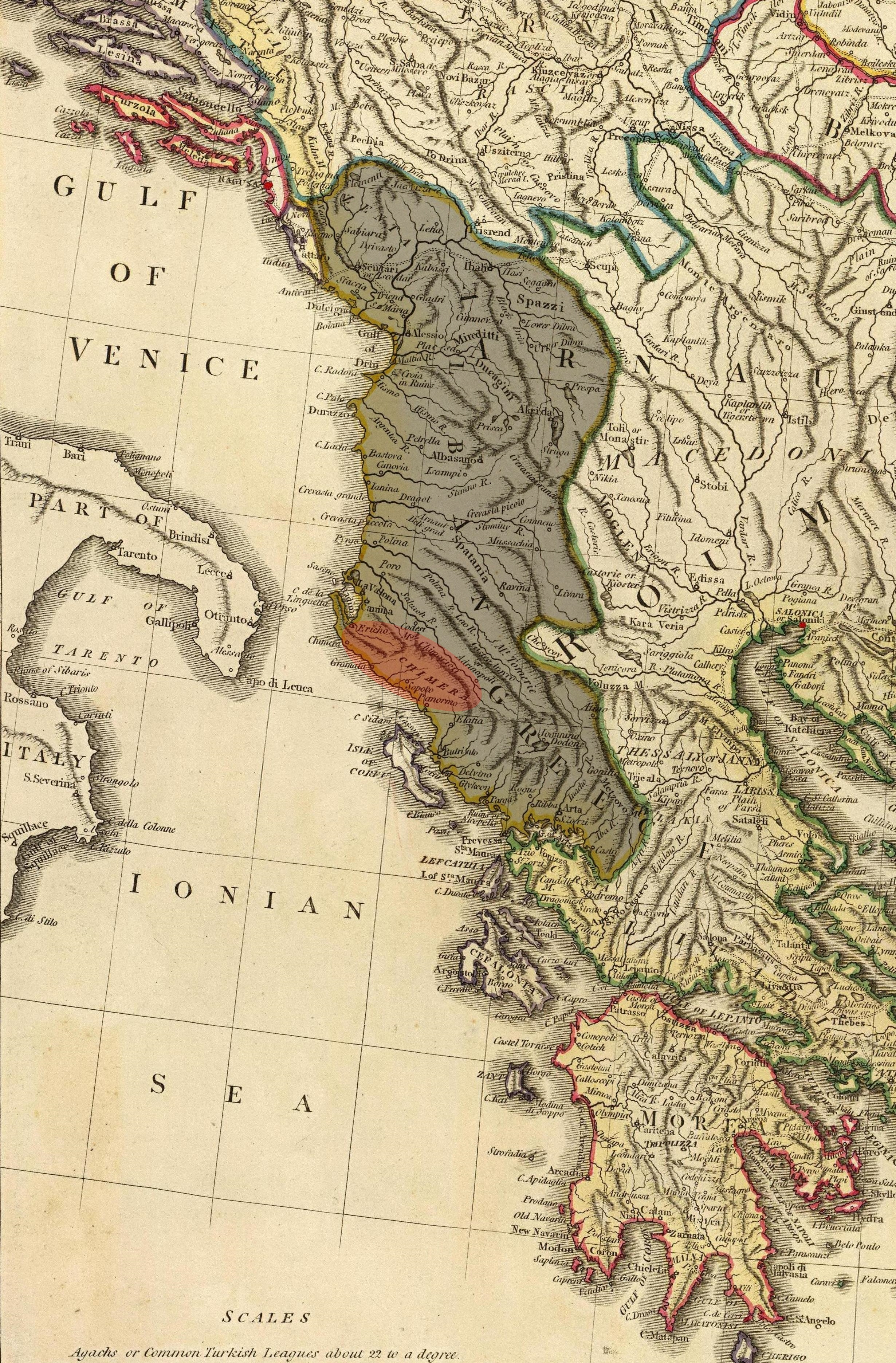
William Faden: La posizione della Ciamuria nel 1795

Il compito più importante dei viceré di Napoli e della Sicilia era prevenire una possibile sorpresa da parte degli Ottomani. Pertanto, dovevano sempre essere informati su ogni movimento della flotta ottomana, sui loro centri di rifornimento, sui loro comandanti e ufficiali, sui cantieri navali ottomani, sulla loro capacità di costruire o riparare navi da guerra e sui loro piani per la futura azione militare. Occasionalmente i viceré dovevano sostenere i sabotaggi delle principali basi navali ottomane, come per esempio quella di Costantinopoli. In tempo di guerra, per distrarre la pressione ottomana, dovevano essere create manovre di distrazione, che venivano formate da rivolte in vari punti dei Balcani meridionali e in particolare nelle regioni di montagna di difficile accesso, come in Maina e in Ciamuria dove gli abitanti erano sempre disposti ad agire contro gli ottomani.
Piano piano venne creata una rete di spie, agenti e sabotatori che operavano su commissione ma anche per ragioni sentimentali nella capitale ottomana di Costantinopoli, in Eubea, in Morea e in altri centri ottomani, come nel Cairo, ad Alessandria o in Siria. Questi "Espias" (spie), "Confidentes" (confidenti), "Agentes" (agenti) o "Embajadores" (ambasciatori) erano in costante contatto con i governatori di Bari e di Terra d'Otranto. Con vari mezzi venivano trasmessi innumerevoli "Avisos" (messaggi), che non erano sempre del tutto affidabili o attuali. Questi trattavano le posizioni della flotta ottomana, i nuovi visir e altri ufficiali del sultano, carestie, epidemie, incendi e altri disastri nei vari territori ottomani, i nuovi arruolati vogatori e giannizzeri, le ribellioni dei pascià ottomani e altri eventi di questo tipo.
Venivano segnalati anche sospetti su varie persone di fiducia o discutibili che erano informati circa i piani del sultano e le sue future offensive. Si possono citare come esempio un elenco di informatori e agenti del Regno di Napoli dagli anni 1531-1533: da Valona segnalava Giovanni Ducas; da Corfù Giorgio Bulgari, Nicolò Faraclòs, Giacomo Cacuris (figlio di Francesco), Giovanni Cacuris (figlio di Giacomo), Pietro Cocalas, Michelis Coravasanis, Pietro e Andrea Cotsis Sachlikis; da Zante Giacomo Siguros e Giovanni 'de lo Greco' (il greco); da Cefalonia Giorgio 'de Cefalonia' (di Cefalonia); dalla Morea Nicolò Gaetano, Michalis Carviatis, Giorgio Covalistis, Giacomo Gaeta, Mikhail Pasacudillis, Demetrio Rondakis e Paolo Capoisios. Notizie di missioni speciali a Costantinopoli e in altre regioni dell'Impero ottomano venivano portate nel Regno di Napoli regolarmente da Giorgio Cechis e Giovanni Zagoritis. Il numero di tali informatori aumentò dal 1569.

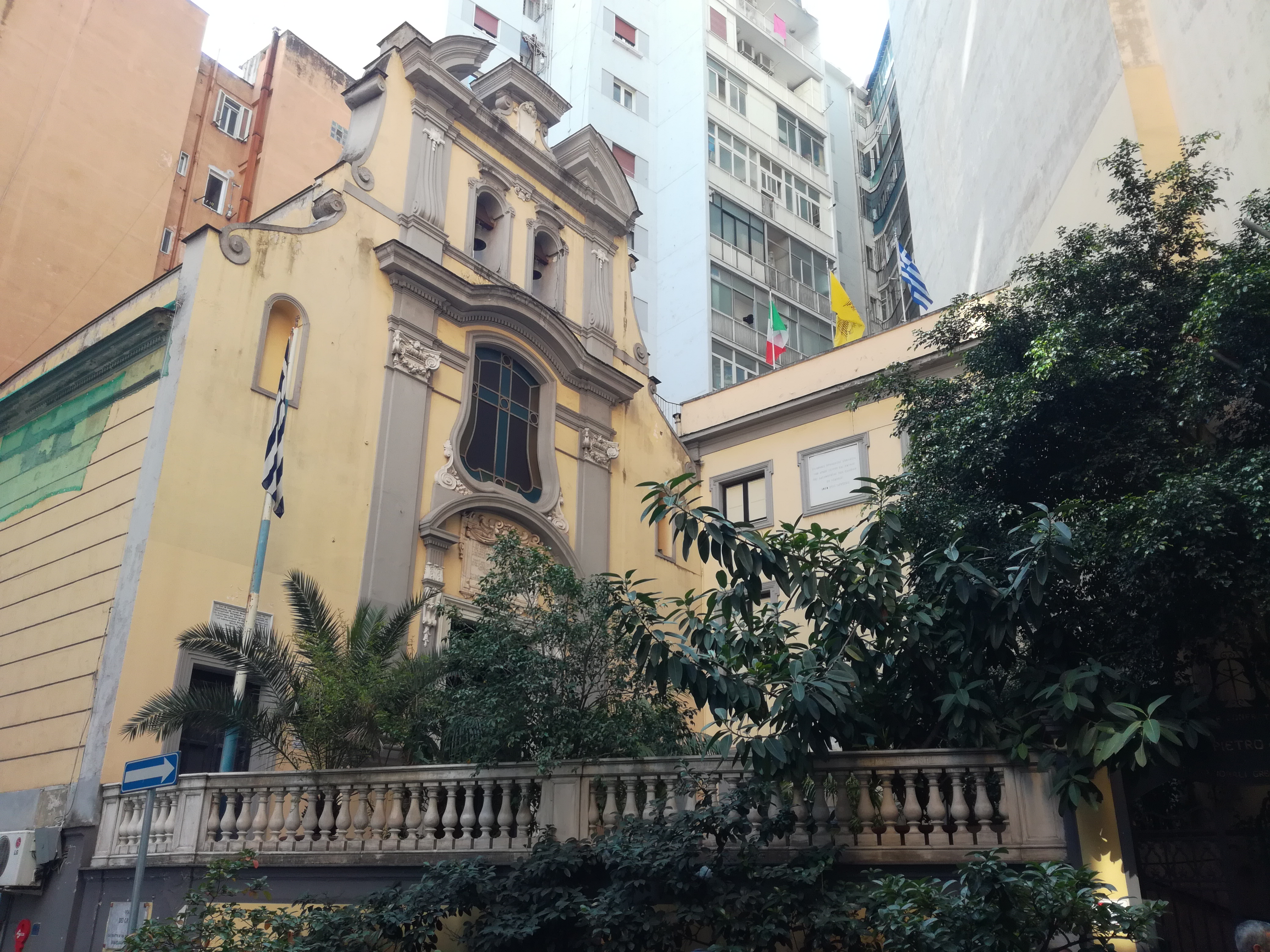
Chiesa dei Santi Pietro e Paolo dei Greci a Napoli

Punto di partenza di queste missioni erano di solito le coste orientali di Lecce e Otranto; ma il centro dell'organizzazione era il quartiere greco di Napoli o secondo un confidente veneziano "[...] sulla Via dei Greci, che era abitata da queste nazioni (stradioti, albanesi e greci) e le donne napoletane famigerate; non lontano dal palazzo del viceré e vicino al quartiere spagnolo, cioè nel centro di Napoli." Punto di incontro, di solito era la chiesa dei Santi Pietro e Paolo dei Greci di Napoli che agiva da mediatore tra i vari cospiratori, ribelli, spie, ecc. il viceré e il sacerdote, che aveva anche la sorveglianza spirituale di tutta la colonia.
Le informazioni su questo tipo di attività dei greci e degli albanesi di Napoli iniziarono all'inizio del XVI secolo e aumentarono notevolmente dopo la comparsa dell'imperatore Carlo V (1516-1554) in Italia. Intorno al 1530 iniziò l'organizzazione della politica anti-ottomana. Da quel momento in poi, gli agenti furono inviati con istruzioni in Grecia, dove di solito tornavano con i compatrioti che dovevano fuggire nel Regno di Napoli dopo che il loro complotto veniva scoperto. Dal 1530, lo strumento principale di questa politica fu Giovanni Battista Lomellino, governatore delle province di Bari e d'Otranto e marchese di Atripalda († 1547) che inviò un gran numero di spie greche in diverse regioni importanti dell'Impero Ottomano e tenne contatti segreti con molti greci e albanesi, che espressero il desiderio di ribellarsi contro gli ottomani.
Giovanni Battista Lomellino, di solito, sosteneva questi ribelli con fucili e polvere da sparo, nonché con rapporti favorevoli indirizzati a Carlo V, il quale, durante il conflitto con Solimano I (1533-1544), cercò di convincerlo a supportare i piani rivoluzionari dei greci, albanesi e slavi. In uno dei suoi rapporti all'imperatore, scritto a Napoli il 6 luglio 1530, diceva che i residenti della Grecia aspettavano a braccia aperte questo giorno sacro in cui gli spagnoli avrebbero deciso di conquistare la "Romania".
Lomellino alimentava anche le ribellioni nell'Albania settentrionale, era diventato un ardente sostenitore dei tentativi da parte dei Çamen di affrontare la ribellione negli anni 1530-1532 per mantenere la loro autonomia. Infine, dopo l'occupazione spagnola temporanea della regione di Corone (1532-1534) era diventato il portavoce degli abitanti della Morea nei loro appelli alle potenze cristiane. Tra il 1532 e il 1534, molti stradioti greco-albanesi e le loro famiglie provenienti da Corone, Maina, Modone, Nauplio e Patrasso nel Peloponneso si stabilirono nei paesi del Regno di Napoli, dove ricevettero dai feudatari locali delle terre in zone scarsamente popolate e dei diritti civili. La maggior parte di questi insediamenti ricevettero sia privilegi militari che doveri. Tuttavia, queste convenzioni, diminuirono durante il XVIII secolo.
Gli Asburgo spagnoli reclutarono stradioti anche nei secoli XVI e XVII; questi vennero impiegati principalmente a Napoli e in altre parti d'Italia. L'area principale di reclutamento per queste truppe era la Çamëria in Epiro.
Prima dei tanti restauri della Chiesa dei Santi Pietro e Paolo dei Greci a Napoli si trovava una lapide risalente al 1608 con la seguente iscrizione:
(Attanasio Lehasca, 1843)
Nel Regno di Napoli sono proseguiti il reclutamento e il mantenimento di truppe stradiote fino all'inizio del XVIII secolo.

### Francia

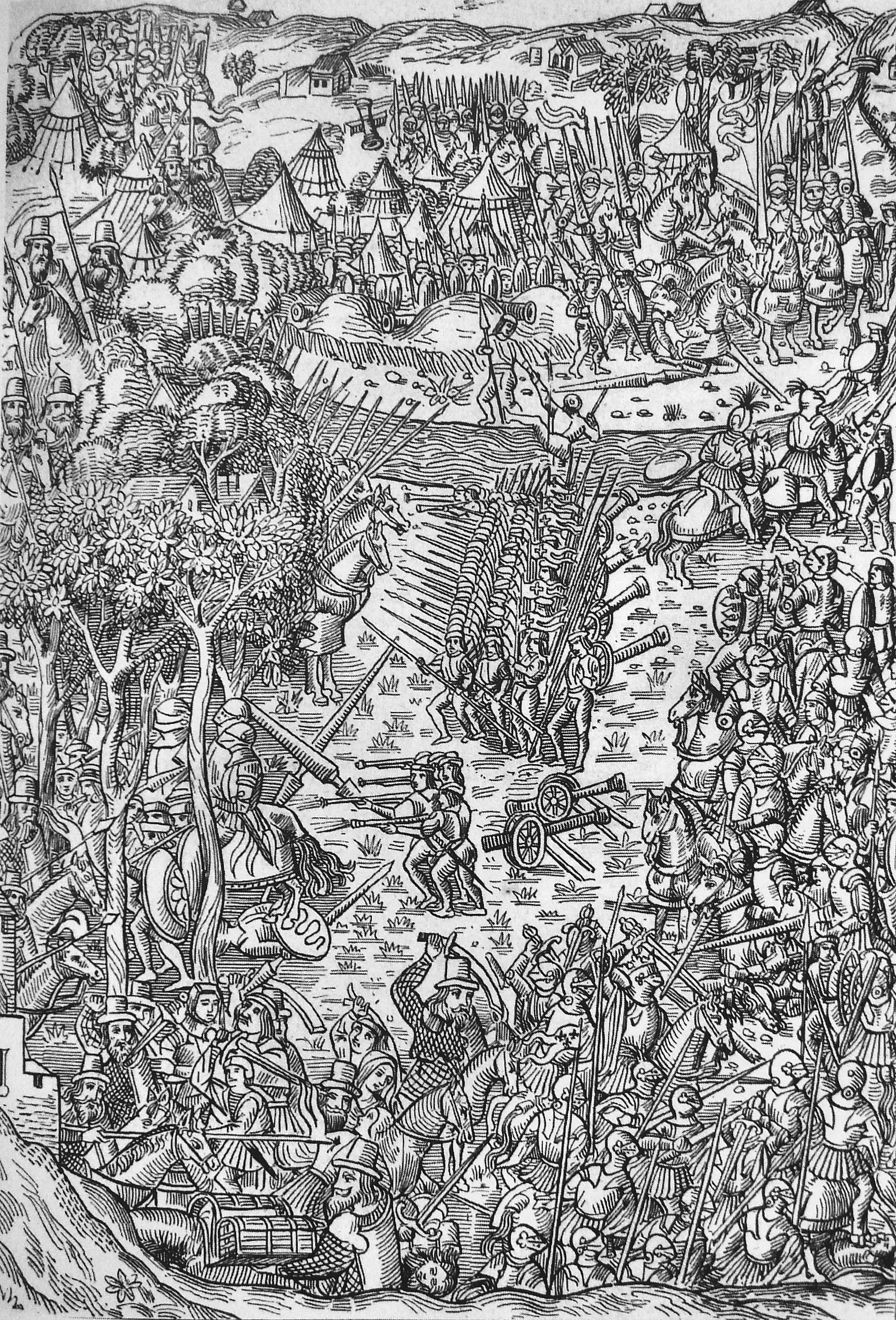
Rappresentazione francese della battaglia di Fornovo, 1495

Nel Medioevo, spesso la Grecia forniva alla Francia cavalleggeri noti come stradioti e arguleti. Tuttavia, la designazione più conosciuta all'epoca era quella della cavalleria greca o albanese. Venivano dai possedimenti veneziani in Grecia, da Nauplia, capitale della Morea e in parte dall'Albania vicino a Durazzo.
Nella battaglia di Fornovo (1495), nei pressi di Parma, per la prima volta, le truppe francesi si trovarono di fronte ai crudeli e infaticabili cavalieri balcanici: gli stradioti. La battaglia fu combattuta tra gli eserciti della Lega Santa antifrancese e l'esercito francese di Carlo VIII. Il comandante delle truppe alleate era Francesco II Gonzaga, marchese di Mantova e capitano generale di Venezia. Con i suoi quasi 25000 uomini (di cui circa 5000 erano al soldo di Milano; tutti gli altri, compreso un contingente di quasi 2000 stradioti al soldo di Venezia; mentre i francesi avevano un totale di circa 11000 soldati) si sentiva forte e sfidava l'esercito invasore allo scoperto invece di ostacolare la traversata dell'Appennino.
Il piano di battaglia che il comandante italiano aveva elaborato con l'aiuto dello zio veterano Ridolfo, era molto complesso e si basava su un approccio coordinato di diverse posizioni delle truppe che, attaccando contemporaneamente, avrebbero dovuto rompere e mettere in confusione l'esercito di Carlo VIII. Nel frattempo, gli stradioti avrebbero dovuto aggirare il nemico per poi lanciarsi dalle colline "come aquile" sull'avanguardia francese, cosa che avrebbe portato ulteriori disordini tra le truppe nemiche, così che non avrebbero potuto fuggire attraverso le colline. Tuttavia il piano italiano, fin dall'inizio, non funzionava a causa delle forti piogge che avevano gonfiato le acque del fiume Taro e anche per la difficoltà di coordinamento tra le varie colonne e i vari reparti. Inoltre, gli stradioti dimostravano indisciplina e avidità perché, dopo aver raggiunto il loro primo obiettivo che consentiva alla cavalleria milanese di prevalere sull'avanguardia francese, si ritirarono dalla battaglia, saccheggiando l'armata nemica e rubando gran parte del bottino che i francesi avevano accumulato durante la loro campagna, annullando così l'obiettivo originale di circondare le forze nemiche.
Un testimone oculare della battaglia di Fornovo, Philippe de Commynes, ha descritto l'episodio nelle sue memorie come segue: "Hanno inviato alcuni dei loro stradioti, balestrieri a cavallo e alcuni uomini armati lungo una strada che era al coperto. Dopo aver attraversato il fiume, sono venuti al villaggio e hanno attaccato il nostro convoglio, che era molto grande." Inoltre, "gli stradioti uccisero un nobile francese di nome Leboeuf, gli tagliarono la testa e lo portarono in trionfo al loro provveditore [superiore] sulla punta di una lancia per farsi pagare un ducato." Poco dopo il ritorno a casa, il re Carlo VIII prese al soldo 400 stradioti. (Vedi sopra: Battaglia di Foronovo)
Quando, nel 1507, il re Luigi XII fece una campagna contro i genovesi, conquistò la città con 2.000 stradioti. Il poeta francese Clément Marot, che allora viveva a Genova, dedicò alcuni versi agli stradioti:
Durante le guerre di religione francesi (1562-1598), la cavalleria albanese combatté al fianco dell'esercito dei re di Francia.

### Spagna

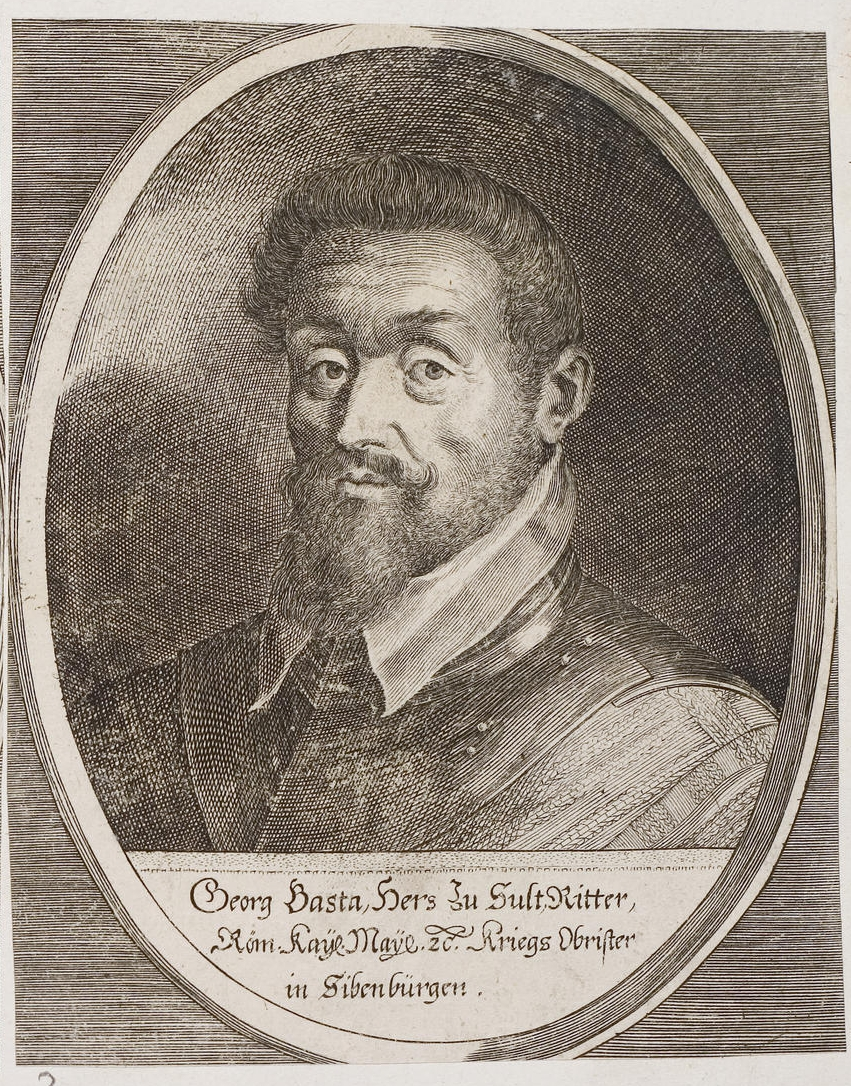
Giorgio Basta

Dal momento che la Spagna e Napoli erano governati nella prima metà del XVI secolo da Carlo V, imperatore del Sacro Romano Impero, gli stratioti presto furono utilizzati non solo dall'Italia ma anche in Germania, nei Paesi Bassi e anche dagli Asburgo spagnoli.
Tra coloro che si sono distinti al servizio degli Asburgo e divennero noti come cavalieri del Sacro Romano Impero, ci sono i capitani Giacomo Diassorino, Giorgio Basta, i fratelli Vassilicò e il temuto Mercurio Bua.

### Paesi Bassi spagnoli
Durante la rivolta dei Paesi Bassi, l'esercito spagnolo delle Fiandre, impiegava stradioti armati di lance negli anni '70 del '500 e nel 1576 si trovavano stradioti albanesi a Bruxelles. Durante la tregua dei dodici anni (1609-1621), Teodoro Paleologo (* Pesaro 1578 ca.; Clifton, Landulph, Cornovaglia 1636) si trovava come mercenario nei paesi bassi per conto degli inglesi.

### Gran Bretagna
Anche in Gran Bretagna sotto Enrico VIII, durante le guerre anglo-scozzesi (1514-1541) e l'assedio di Boulogne (1544) vennero impiegati unità di stradioti comandati dai capitani greci Tommaso Bua di Argos, Teodoro Luchisi e Antonio Stesinos. Il primo divenne colonnello e comandante della guarnigione di 550 stradioti a Calais che allora apparteneva alla Gran Bretagna.
Nella guerra civile inglese (1642-1651) tra realisti e parlamentaristi combattevano i fratelli Teodoro [parlamentarista] (*1609) e Giovanni Paleologo [realista] (* 1611) come ufficiali di alto rango l'uno contro l'altro per entrambe le parti. Tombe dei Paleologi si trovano nella chiesa parrocchiale St. Leonard and St. Dilpe il 20 October 1636 (Byzantinium and England, S. 201) a Landulph in Cornovaglia, nell'abbazia di Westminster a Londra e nelle Barbados.